# Северный Харроу (станция метро)
«Северный Харроу» (англ. North Harrow) — станция лондонского метро. На станции останавливаются поезда линии Метрополитен. Относится к пятой тарифной зоне.